# 信标
信標（英語：beacon）是一種有意設置的醒目裝置，旨在吸引人們注意某一特定位置。一個常見的例子是燈塔，它吸引人們注意一個固定點，以幫助船隻避開障礙或駛入港口。現代的例子包括各類無線電信標，這些裝置可以在任何天氣條件下被無線電測向儀接收，還有能在雷達螢幕上顯示的雷達應答器。
信標也可以與手旗信號或其他指示裝置結合，提供重要的信息，例如透過航空信标的顏色與旋轉模式顯示機場的運營狀態，或透過安裝在高樓等建築頂部的氣象信標預示即將來臨的天氣狀況。在這樣的用法中，信標可被視為光學電報的一種形式。